# Mis (muziek)
Onder mis verstaat men in de historische muziekwetenschap een complete zetting van het ordinarium van de mis. Meestal gaat het om de Latijnse tekst zoals die voor het Tweede Vaticaans Concilie in de Rooms-Katholieke Kerk gebruikt werd. De traditie om de volledige mis te zetten is in de vijftiende eeuw tot bloei gekomen

## Overzicht en terminologie
Een katholieke mis kent twee soorten gezangen. Enerzijds zijn er de gezangen die in alle of althans de meeste missen terugkeren, het ordinarium. Aan de andere kant kennen veel dagen op de liturgische kalender hun specifieke gezangen. Deze worden proprium genoemd.
Het ordinarium bestaat uit de volgende gezangen:
- Kyrie, een korte Griekstalige bede aan de Heer en aan Christus om mededogen.
- Gloria, een lange hymne aan de Heer.
- Credo, de volledige tekst van de apostolische geloofsbelijdenis.
- Sanctus, de lofzang voor de heer door de engelen in de hemel.
  - Benedictus, eigenlijk onderdeel van het sanctus maar vaak apart getoonzet.
- Agnus Dei, een vraag om vrede en mededogen aan Christus (het Lam Gods).

Ook de slotformule Ite missa est hoort bij het ordinarium, maar deze wordt zelden getoonzet. Een paar zeer vroege middeleeuwse missen vormen de uitzondering.
De hymne Gloria wordt nu en dan weggelaten, als haar vrolijke karakter ongepast wordt geacht. In het bijzonder is dit het geval in de vastentijd. Ook bij de dodenmis klinkt het Gloria niet, net zomin als het Credo.
De gezangen van het proprium worden meestal los gecomponeerd, en niet samen met de mis waarin ze moeten klinken. Een uitzondering is het requiem, waarin de dodenmis, met de bijzondere gezangen (Requiem, Sequens, Offertorium) maar zonder Gloria en Credo, volledig getoonzet wordt.
Men moet zich realiseren dat deze vijf gezangen in de katholieke mis niet achter elkaar klinken. De gezangen van het proprium en de niet-gezongen delen van de mis komen er tussendoor.

## Oorsprong
Bij de christelijke mis werd vanaf het begin gezongen. Vermoedelijk werd deze praktijk overgenomen uit de joodse liturgie. Deze gezangen werden in de vroege middeleeuwen gestandaardiseerd, onder meer door paus Gregorius I, en onder Karel de Grote in het hele Frankische Rijk ingevoerd. De gezangen die de kerk goedkeurde worden gregoriaanse gezangen genoemd.
In Parijs ontstond in de twaalfde eeuw een bloeiende traditie om de gezangen meerstemmig te zingen, een praktijk die men organum noemt. Van lieverlee werden deze meerstemmige versies zo complex dat men ze moest opschrijven. Rondom het oorspronkelijke eenstemmige gezang (de cantus firmus) ontstonden complete composities. Deze traditie breidde zich in de dertiende eeuw over de hele rooms-katholieke wereld uit. Niettemin waren het vooral de bijzondere gezangen, het proprium, die meerstemmig gezet werden.
In de veertiende eeuw kwam daar verandering in: het werd mode om de gezangen van het ordinarium meerstemmig te zetten. Meestal beperkte de componist (die overigens vaak anoniem bleef) zich tot één deel. Er is slechts één middeleeuwse mis bekend die geheel door dezelfde persoon is geschreven: de Messe de Nostre Dame van Guillaume de Machaut. Verder is er een handjevol andere complete missen bekend; deze zijn echter anoniem en aan de stilistische verschillen tussen de gezangen te zien niet van dezelfde componist.

## Renaissance
Pas rond het midden van de vijftiende eeuw werd het normaal om complete missen te schrijven. Vanaf de Tweede Nederlandse School werd de mis de voornaamste muziekvorm van componisten. Men schreef vaak cyclische missen: missen waarvan de delen één specifiek muzikaal kenmerk gemeen hebben. Ook werd het gebruikelijk om een andere melodie dan de oorspronkelijke cantus firmus te gebruiken: een Kyrie was niet meer gebaseerd op de noten van het gregoriaanse Kyrie, maar op een andere melodie. Zeer populair werd in deze tijd het volksliedje L'homme armé. Tussen 1450 en de zeventiende eeuw zijn niet minder dan veertig missen op deze melodie bekend.
De muziek van de missen evolueerde in de renaissance ook. Vanaf de Derde Nederlandse School wordt de cantus firmusmis ongebruikelijk. In haar plaats treedt de parodiemis, waarin de verschillende delen niet alleen de melodie, maar de complete begeleiding van een (vaak wereldlijke) compositie overnemen. Ook werden steeds vaker volledig originele missen geschreven, vaak in imiterend contrapunt. Deze techniek was in de vijftiende eeuw vooral in gebruik om plekken waar de cantus firmus zweeg op te vullen; in de zestiende eeuw werden er hele composities mee geschreven.
Door alle polyfoon door elkaar heen lopende lijnen was de oorspronkelijke mistekst onverstaanbaar geworden. Op het Concilie van Trente gingen daarom stemmen op om de polyfonie af te schaffen en het monopolie van het gregoriaans te herstellen. Uiteindelijk besloot men, onder voorwaarden, de polyfonie te behouden. Als ideaal gold de relatief eenvoudige en zeer afgewogen stijl van Giovanni Pierluigi da Palestrina.

## Barok
In tegenstelling tot de lutherse kerk, waar muzikale veranderingen omarmd werden, was de katholieke kerk niet erg happig om barokmuziek in de mis toe te laten. De stijl van Palestrina gold als volmaakt; kerkmusici werd geleerd om deze zo getrouw mogelijk te imiteren (zogenaamde stile antico). Een polyfone stijl met lichte toegevingen aan de nieuwe mode, de zogenaamde prima prattica, werd wel geaccepteerd, bijvoorbeeld van Giacomo Carissimi.
Toch gaf de katholieke kerk in de zeventiende eeuw toe aan de muziek van de seconda prattica. Zo ontstond er een nieuw type mis. De bezetting bestond gewoonlijk uit een vier- of vijfstemmig koor, solozangers en orkest. De solozangers kregen vaak opera-achtige aria's te zingen. De koorzang was meestal grotendeels homofoon, maar op een paar punten werd steevast polyfone muziek geschreven.
Deels door liturgische voorschriften, maar vooral door traditie vertonen veel barokmissen een gelijksoortige opbouw. Het  Kyrie eleison is met koor, het Christe eleison met solozanger(s). Het Gloria opent krachtig met koor, waarna er diverse aria's komen, afgesloten met een fuga op Cum sancto spiritu. Het Credo is gelijksoortig opgebouwd, met een rustpunt bij Et sepultus est en een opleving bij Et resurrexit. Het Sanctus is eenvoudig en kort, het Benedictus is een rustige aria of duet. Het Agnus Dei begint pianissimo en eindigt met een uitbundige fuga.

## Rococo en klassiek
Hoewel de rococo de muziek ingrijpend veranderde, hadden die veranderingen op de kerkmuziek minder grip. De ingesleten gewoontes van de barokmis bleven in stand, inclusief de fuga's op diverse momenten. De geleerde vorm van de fuga, die in de wereldlijke muziek steeds zeldzamer werd, werd in de kerkmuziek onverminderd geaccepteerd.
De Verlichting had weinig invloed op de populariteit van de mis. Zowel bij Mozart als bij Haydn vormen de missen een hoogtepunt in hun muzikaal oeuvre. Wel werd Mozart door aartsbisschop Colloredo aangemaand zijn missen wat in te korten. Hierdoor dragen sommige van Mozarts missen de titel Missa brevis; vooral het Gloria en het Credo zijn sterk verkort.

## Romantiek
In de romantiek werd de vrijscheppende kunstenaar ook in de muziek de norm. Componisten schreven niet meer voor de kerk of voor andere opdrachtgevers. Zij die nog missen componeerden, deden dat uit overtuiging. Tevens voelden zij zich minder aan stijlvoorschriften verbonden. Belangrijke negentiende-eeuwse missen stammen onder meer van Ludwig van Beethoven (Missa solemnis), Franz Schubert en Anton Bruckner.